# 阿祖当日
阿祖当日（法語：Azoudange，法語發音：[azudɑ̃ʒ]；洛林语：Asoudonje）是法国摩泽尔省的一个市镇，属于萨尔堡-萨兰堡区。

## 地理
阿祖当日（48°44'21"N, 6°48'43"E）面积15.73 平方千米，位于法国大東部大區摩泽尔省，该省份为法国东北部内陆省份，是洛林的一部分，西南接默尔特-摩泽尔省，东临下莱茵省，北与卢森堡和德国接壤。
与阿祖当日接壤的市镇（或旧市镇、城区）包括：阿斯农库尔、弗里堡、热吕库尔、贡德雷克桑日、朗甘贝尔、迈济耶尔莱维克、雷希库尔堡。

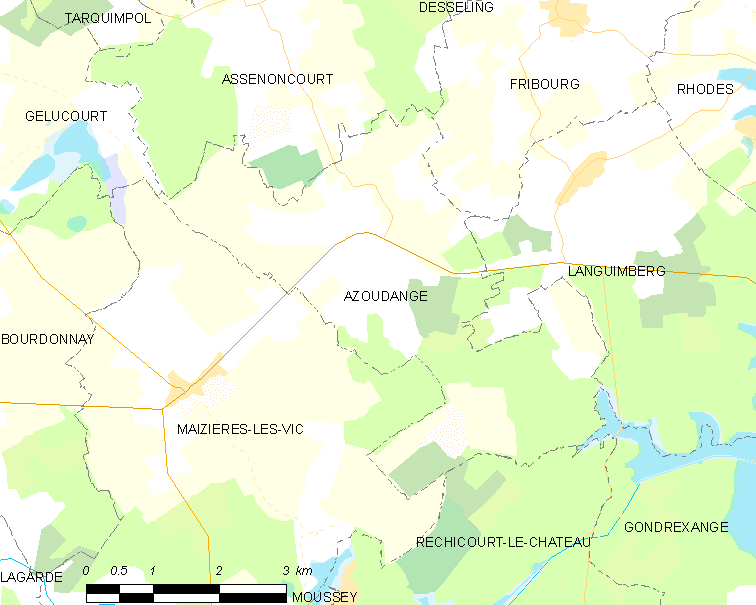
阿祖当日的OSM定位图

阿祖当日的时区为UTC+01:00、UTC+02:00（夏令时）。

## 行政
阿祖当日的邮政编码为57810，INSEE市镇编码为57044。

## 政治
阿祖当日所属的省级选区为萨尔堡县。

## 人口

1962-2008年间阿祖当日人口变化图示

阿祖当日于2022年1月1日时的人口数量为101人。